# Куинн, Эндрю
Эндрю Куинн (англ. Andrew Quinn; род.14 января 1974 года в  Брамптоне, провинция Онтарио) — канадский конькобежец, специализирующийся в шорт-треке. Трёхкратный призёр чемпионатов мира.

## Спортивная карьера
Эндрю Куинн начал кататься на коньках в возрасте 14 лет на конькобежном овале в Монреале. В 1995 году он выступал на зимней Универсиаде в Хаке, где выиграл золотую медаль на 500 м. В  1999 году на чемпионате мира в Софии занял третье место на 1000 м, уступив победителю японцу Сатору Тэрао и занявшему второе место южнокорейскому спортсмену  Ким Дон Суну. В общем зачёте занял 7-е место. Позже в эстафете выиграл с командой бронзу. Чуть позже в том же году на командном чемпионате мира в Сент-Луисе завоевал серебро вместе с квартетом, в котором участвовали Эрик Бедар. Деррик Кэмпбелл, Джонатан Гильметт, Франсуа-Луи Трамбле. В сезоне 1999/2000 годов на Кубке мира в Монреале вместе с партнёрами занял третье место в эстафете, а в сезоне 2000/01 года установил мировой рекорд на дистанции 1500 метров. В том же 2001 году на чемпионате Канады занял 9-е место в общем зачёте. Он закончил Университет Калгари, где позже работал в отделе спортивной медицины, участвовал в редакции журнала "Травмы в шорт-треке Конькобежный спорт"